# Елена Равноапостольная
Фла́вия Ю́лия Еле́на А́вгу́ста (лат. Flavia Iulia Helena; около 250, Дрепан — 18 августа 330, Никомедия, Ялова) — мать римского императора Константина I. Прославилась своей деятельностью по распространению христианства и проведёнными ею раскопками в Иерусалиме, в ходе которых, по утверждениям христианских хронистов, были обретены Гроб Господень, Животворящий Крест и другие реликвии Страстей.
Елена почитается рядом христианских церквей как святая в лике равноапостольных (Святая Равноапостольная царица Елена, Елена Константинопольская).

## Жизнеописание

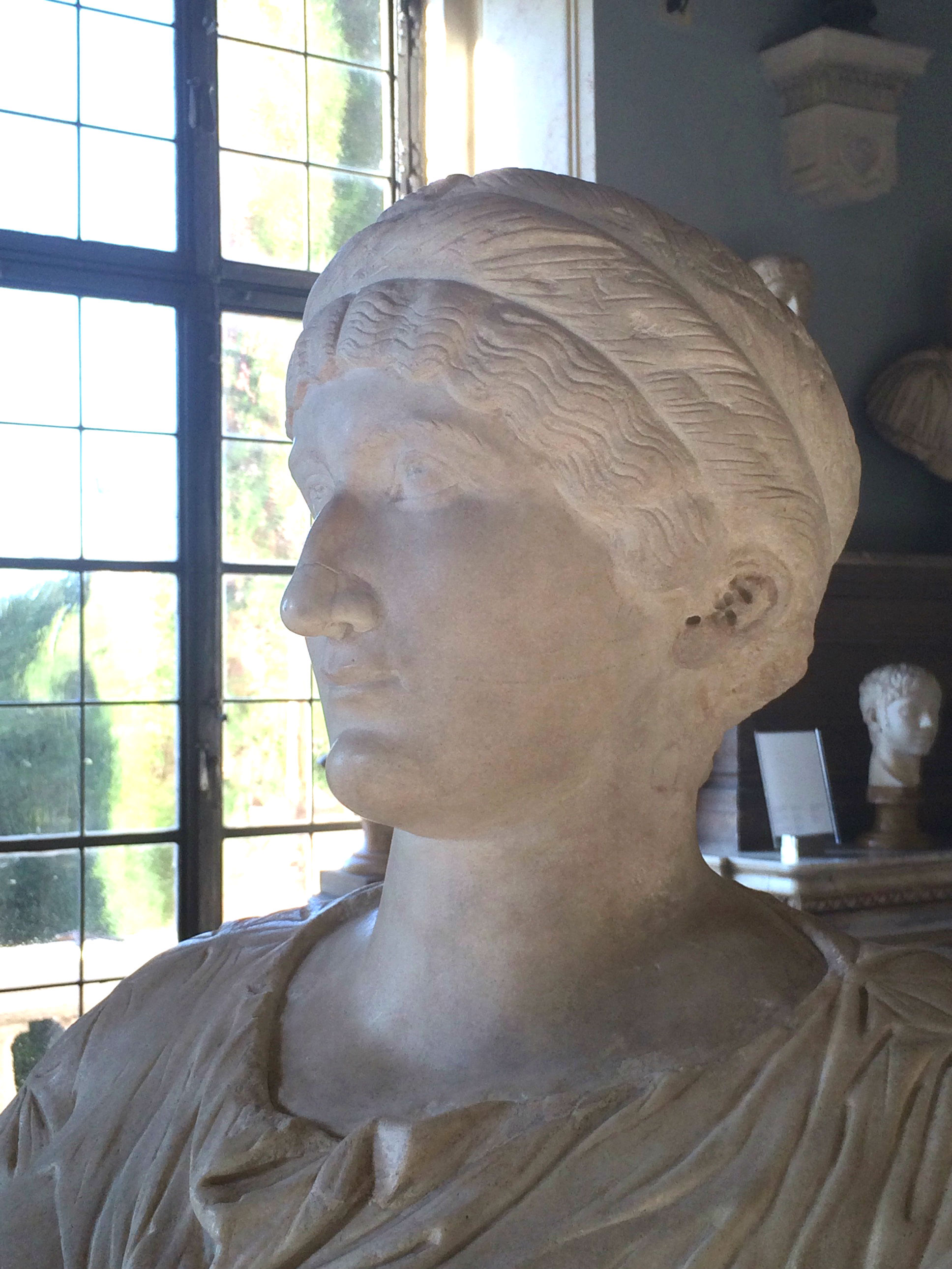
Фрагмент скульптурного изображения Елены (Капитолийский музей)

Точный год рождения Елены неизвестен. Родилась она в городке Дрепан в Вифинии (недалеко от Константинополя в Малой Азии), как о том сообщает Прокопий. Позже её сын, император Константин Великий, в честь матери «прежнее селение Дрепану сделал городом и назвал Еленополем». Сегодня это поселение отождествляется с турецким городом Херсек, окрестности Алтиновы, провинция Ялова.
Как полагают современные историки, Елена помогала своему отцу на конной станции, разливала вино путникам, ожидавшим перепряжки и перекладки лошадей, или просто работала служанкой в трактире. Там она, видимо, и познакомилась с Констанцием Хлором при Максимиане Геркулии, ставшем правителем (цезарем) Запада. В начале 270-х годов она стала его женой, либо конкубиной — то есть, неофициальной постоянной сожительницей.
27 февраля 272 года в городе Наисс (совр. сербский Ниш) Елена родила сына — Флавия Валерия Аврелия Константина, будущего императора Константина Великого, сделавшего христианство государственной религией Римской империи. О том, были ли у Елены ещё дети, ничего не известно.

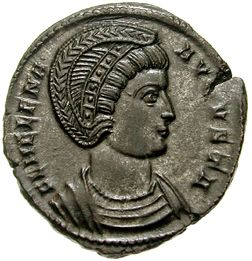
Фолл (медная монета) с портретом Елены. Трирская чеканка ок. 326 года

В 293 году Констанций был усыновлён императором Максимианом и разошёлся с Еленой, женившись на падчерице Максимиана Феодоре. После этого и до начала царствования её сына сведения о жизни Елены отсутствуют. Вероятно, она не удалялась далеко от родных мест, так как её сын Константин начал возвышение из Никомедии (центр Вифинии), откуда был вызван в 305 году на запад отцом, ставшим императором западной части Римской империи. Не исключено, что Елена перебралась на запад поближе к сыну в Тревир (современный Трир), который стал резиденцией Константина после того, как он унаследовал от отца самую западную часть Римской империи. В брошюре, изданной епископатом и духовенством Трирского собора, сообщается, что святая Елена «отдала часть своего дворца епископу Агритиусу» под церковь, став основательницей Трирского кафедрального собора Святого Петра.
Когда Елена обратилась в христианство, ей было уже за шестьдесят. По свидетельству её современника Евсевия Кесарийского, это произошло под влиянием её сына Константина. Первые монеты с изображением Елены, где она титулуется Nobilissima Femina (букв. «благороднейшая женщина»), были отчеканены в 318—319 гг. в Фессалониках. В этот период Елена, вероятно, проживала при императорском дворе в Риме или Трире, но упоминаний в исторических хрониках об этом нет. В Риме ей принадлежало обширное поместье Сессорий. В одном из помещений её дворца была устроена христианская церковь — Еленинская базилика (Liber Pontificalis приписывает её постройку Константину, но историки не исключают того, что идея перестройки дворца принадлежала самой Елене).
В 324 году Елена была провозглашена своим сыном августой: «венчал он царским венцом богомудрую мать свою, Елену, и позволил ей, как царице, чеканить свою монету». Евсевий отметил, что Константин доверил Елене распоряжаться царской казной по её усмотрению. О большом уважении императора к матери есть также свидетельство со стороны нехристианского историка. Аврелий Виктор передаёт историю о том, как Константин убил свою жену Фаусту из-за упреков Елены в её адрес.

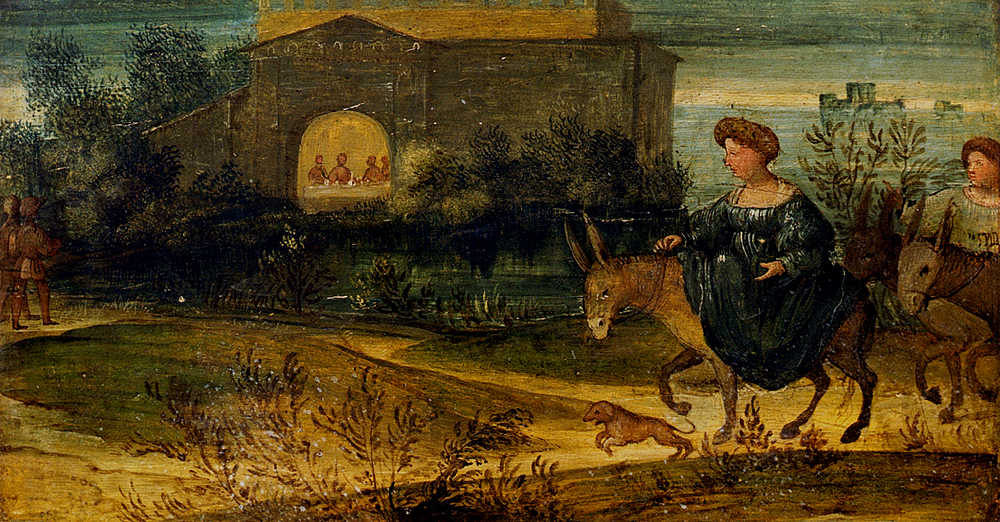
«Путешествие святой Елены в Иерусалим»
(Альтобелло Мелоне, первая половина XVI века)

В 326 году Елена (уже в очень преклонном возрасте, хотя и в добром здравии) предприняла паломническое путешествие в Иерусалим: «эта старица необыкновенного ума с быстротой юноши поспешила на восток». О её благочестивой деятельности во время путешествия подробно рассказал Евсевий, и отголоски его сохранились в раввинском антиевангельском сочинении V века «Тольдот Иешу», в котором Елену (мать Константина) назвали правительницей Иерусалима и приписали ей роль Понтия Пилата.
Скончалась Елена на 80-м году жизни — по разным предположениям, в 327, 328 или 330 году. Место её смерти точно неизвестно, называется Трир, где у неё был дворец, или даже Палестина. Версия о кончине Елены в Палестине не подтверждается сообщением Евсевия Памфила, что она «окончила свою жизнь в присутствии, в глазах и в объятиях столь великого, служившего ей сына».

## Раскопки Елены в Иерусалиме

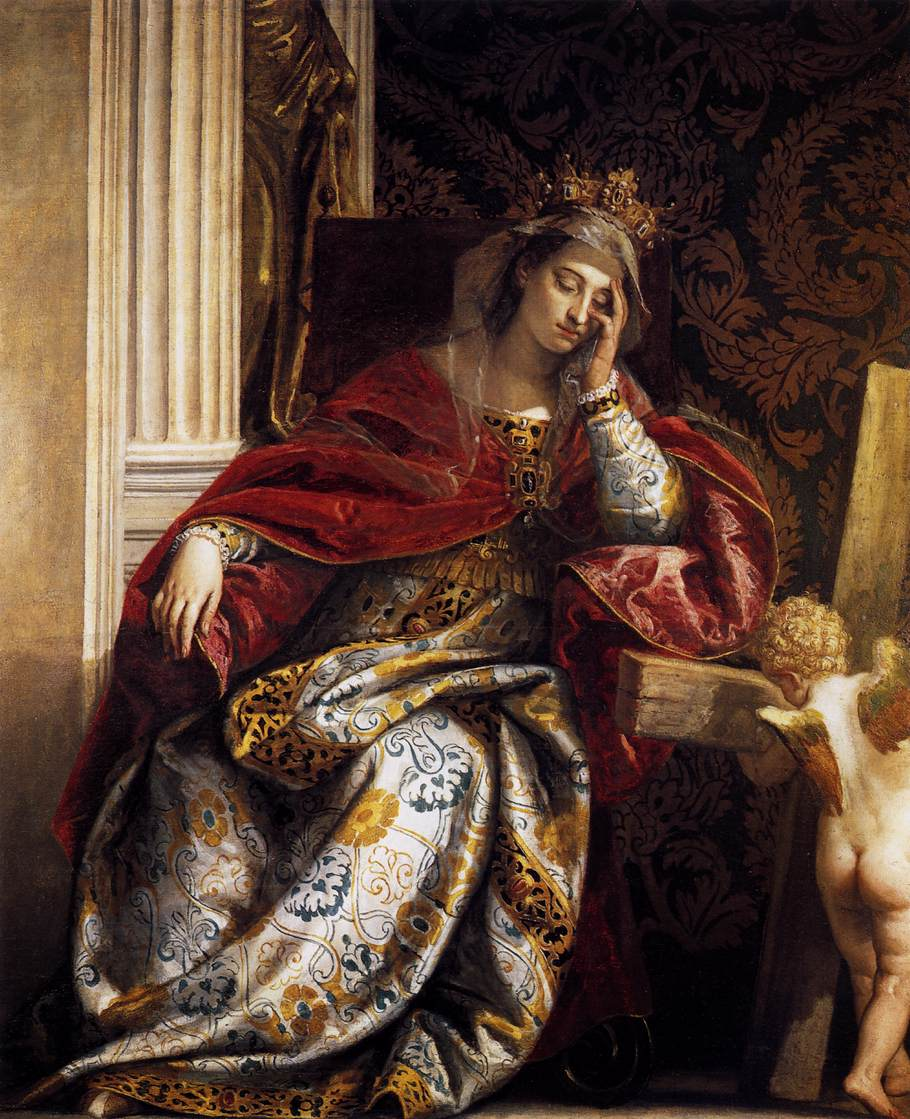
Сон святой Елены
(Паоло Веронезе, ок. 1580 года)

В возрасте около 80 лет Елена предприняла путешествие в Иерусалим. Сократ Схоластик пишет, что это она сделала после того, как получила указание во сне. То же сообщает и «Хронография Феофана»: «было у неё видение, в котором ей повелевалось отправиться в Иерусалим и вывести на свет божественные места, закрытые нечестивыми». Получив поддержку в этом начинании от своего сына, Елена отправилась в паломничество:
| …божественный Константин отправил с сокровищами блаженную Елену для отыскания животворящего креста Господня. Иерусалимский патриарх, Макарий, встретил царицу с подобающею честью и вместе с нею отыскивал желанное животворящее древо, пребывая в тишине и прилежных молитвах и пощениях.— «Хронография» Феофана, год 5817 (324/325) |

В поисках реликвий Страстей Христовых Елена предприняла раскопки на Голгофе, где, раскопав пещеру, в которой, согласно преданию, был погребён Иисус Христос, обрела Животворящий Крест, четыре гвоздя и титло INRI. Также с паломничеством Елены в Иерусалим предание IX века, не основанное на исторических хрониках, связывает происхождение святой лестницы. Обретение ею Креста положило начало празднеству Воздвижения Креста. Помощь в раскопках Елене оказали иерусалимский епископ Макарий I и упоминаемый в апокрифах местный житель Иуда Кириак.
Эта история описана многими христианскими авторами того времени: Амвросием Медиоланским (ок. 340—397), Руфином (345—410), Сократом Схоластиком (ок. 380—440), Феодоритом Кирским (386—457), Сульпицием Севером (ок. 363—410), Созоменом (ок. 400—450) и другими.
Путешествие и благотворительность Елены во время паломничества описаны в «Жизни блаженного василевса Константина» Евсевием Кесарийским после смерти Константина для прославления императора и его семьи:

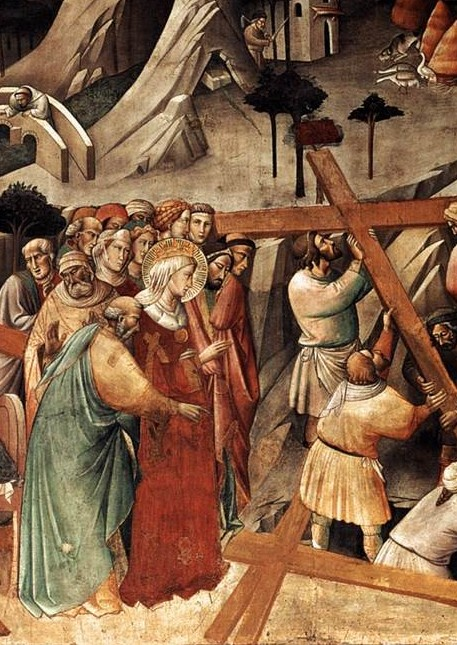
Обретение Животворящего Креста Еленой в Иерусалиме
(Аньоло Гадди, 1380 год)

Путешествуя по всему востоку с царственным великолепием, она осыпала бесчисленными благодеяниями как вообще народонаселение городов, так, в частности, каждого приходившего к ней; се десница щедро награждала войска, весьма много помогала бедным и беспомощным. Одним она оказывала денежное пособие, других в изобилии снабжала одеждой для прикрытия наготы, иных освобождала от оков, избавляла от тяжкой работы в рудокопнях, выкупала у заимодавцев, а некоторых возвращала из заточения.

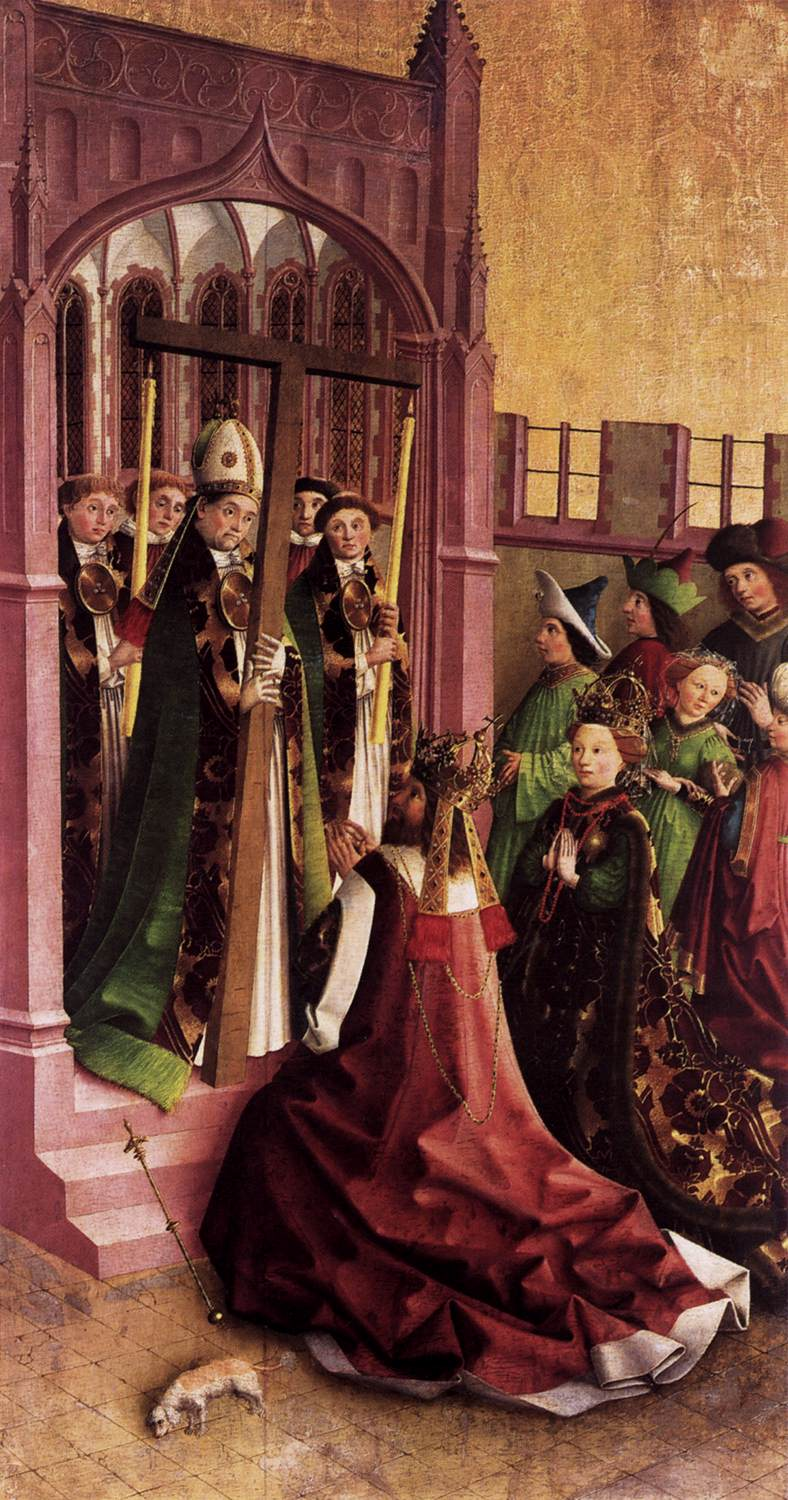
Воздвижение Животворящего Креста (неизвестный мастер, 1440-е годы)

Наиболее ранние историки (Сократ Схоластик, Евсевий Памфил) сообщают, что за время пребывания на Святой земле Еленой были основаны три храма на местах евангельских событий:
- на Голгофе — храм Гроба Господня;
- в Вифлееме — базилика Рождества Христова;
- на Елеонской горе — церковь над местом Вознесения Христа;

Житие святой Елены, написанное позднее, в VII веке, содержит более обширный список построек, в который, помимо уже перечисленных, входят:
- в Гефсимании — церковь Святого Семейства;
- в Вифании — церковь над гробницей Лазаря;
- в Хевроне — церковь у Мамврийского дуба, где Бог явился Аврааму;
- у Тивериадского озера — храм Двенадцати Апостолов;
- на месте вознесения Илии — храм во имя этого пророка;
- на горе Фавор — храм во имя Иисуса Христа и апостолов Петра, Иакова и Иоанна;
- у подножия горы Синай, возле Неопалимой купины — церковь, посвященная Богородице, и башня для монахов[38].

Согласно Сократу Схоластику, императрица Елена разделила Животворящий Крест на две части: одну поместила в серебряное хранилище и оставила в Иерусалиме «как памятник для последующих историков», а вторую отправила своему сыну Константину, который поместил её в свою статую, установленную на колонне в центре Константиновой площади. Сыну Елена также направила два гвоздя от Креста (один был помещён в диадему, а второй — в уздечку). На обратном пути из Иерусалима Елена основала ряд монастырей (например, Ставровуни на Кипре), где оставляла частицы найденных ею реликвий.

### Датировка деятельности Елены
Историки продолжают спорить, в каком году Елена осуществляла свою деятельность в Палестине. Наиболее распространённой является дата, приводимая у Сократа Схоластика, — 326 год. Сократ не называет года, в который произошло обретение креста, но в его «Церковной истории» рассказ о событии идёт сразу после упоминания празднования 20-летия правления Константина (25 июля 326 года). Востоковед Иосиф Ассемани (директор Ватиканской библиотеки) в XVIII веке полагал, что Крест был найден Еленой 3 мая 326 года (по юлианскому календарю).
Русский богослов профессор М. Н. Скабалланович, основываясь на александрийской хронике VI века, относит обретение Креста к 320 году. При этом он категорически не согласен с датировкой этого события 326 годом, так как, по его мнению, Елена умерла в год проведения Никейского собора, то есть в 325 году.

## Святая Елена в британском фольклоре
Гальфрид Монмутский (XII век) в своей «Истории бриттов» называет Елену дочерью Коеля, легендарного короля бриттов. Согласно его рассказу, император Констанций во время похода на Британию принял предложение короля Коеля о мире при условии уплаты им обычной дани, а после его смерти:

…взял в жëны его дочь, которую звали Еленой. Красотою своей она превосходила всех девушек этой страны… Кроме неё, у Коеля, её отца, не было никого, кто мог бы занять после него королевский престол. Итак, Констанций сочетался с нею на брачном ложе, и она родила ему сына, которого назвала Константином.

Из дальнейшего рассказа следует, что Елена находилась при Константине в Британии до того момента, когда он начал поход на Рим на Максенция. В походе «при нём находились три дяди Елены, а именно Иоелин, Трагерн, а также Марий, которых он возвёл в сенаторское достоинство». С этого момента Гальфрид Монмутский больше не упоминает Елену в своём сочинении.
Данная легенда, вероятно, возникла под влиянием сочинений Евсевия, которые Гальфрид использовал при написании своего труда. Евсевий сообщает о походе Констанция в Британию, о его смерти во дворце в Эбораке (Йорк), куда незадолго до этого прибыл его сын Константин.

## Память о святой Елене

### Церковное почитание

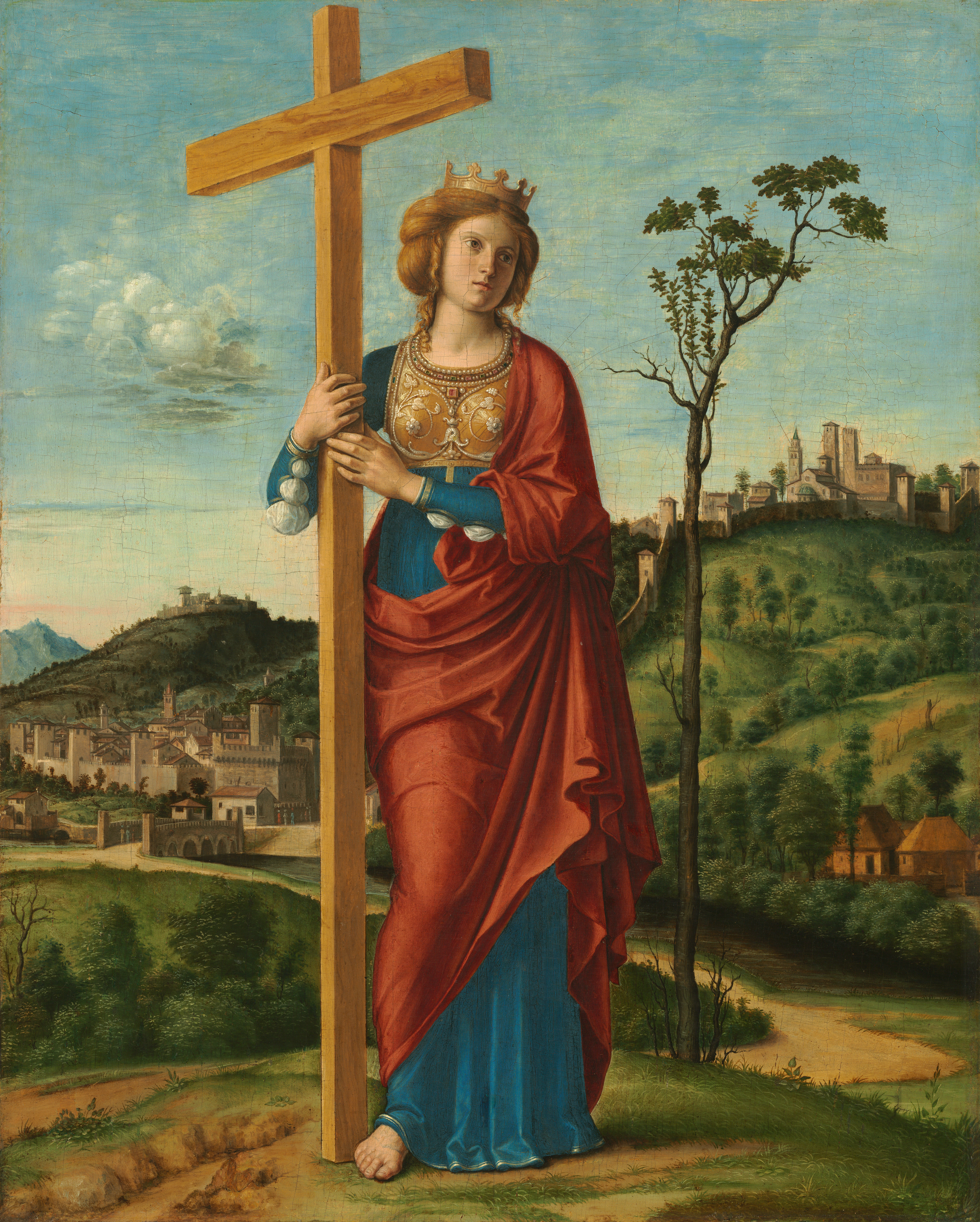
Святая Елена
(Чима да Конельяно, 1495 год)

За свою деятельность по распространению христианства Елена канонизирована в лике равноапостольной — тем самым ей была оказана честь, которой удостоились ещё только пять женщин в христианской истории (Мария Магдалина, первомученица Фёкла, мученица Апфия, княгиня Ольга и просветительница Грузии Нина).

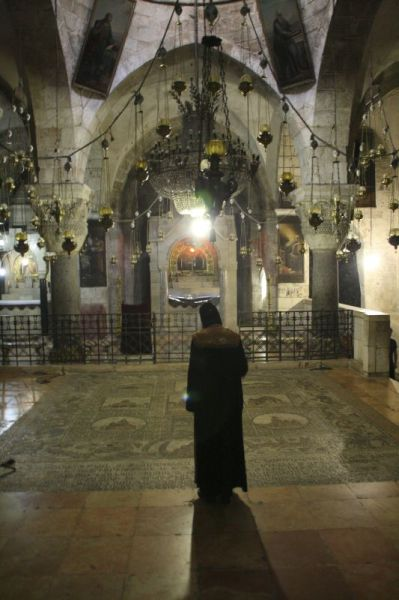
Подземный придел святой Елены в храме Гроба Господня

На Востоке почитание Елены как святой возникло вскоре после её смерти и особо распространилось в Византийской империи в правление императора Константина VI и императрицы Ирины, на Западе имя Елены появляется в некоторых списках Мартиролог Иеронима Стридонского, а после перенесения в IX веке её мощей в Овиллер почитание Елены распространяется у франков. 
Память святой Елены совершается:
- в православной церкви — 6 марта (19 марта) (воспоминание обретения Еленой Животворящего Креста и гвоздей) и 21 мая (3 июня) (память равноапостольных Константина и Елены) в поместных православных церквах, использующих юлианский календарь[45]; 6 марта и 21 мая в поместных православных церквах, использующих новоюлианский календарь;
- в католической церкви — 18 августа в храмах, использующих западный обряд; 21 мая или 3 июня[46] в храмах, использующих восточный обряд[47].
- в лютеранской церкви — 21 мая;
- в коптской церкви — 9 пахона.

В память о раскопках Елены в Иерусалиме и обретении ею Креста Господня в храме Гроба Господня в её честь назван особый придел, который сегодня принадлежит Армянской апостольской церкви. В алтаре этого придела есть окно, отмечающее место, с которого Елена, согласно преданию, наблюдала за ходом раскопок и бросала для поощрения работавших деньги. Из придела святой Елены ведет лестница вниз, в придел обретения Креста.
Выражение «новая Елена» стало в восточном христианстве нарицательным — его применяют как к святым императрицам (Пульхерия, Феодора и другие), так и к княгиням (например, Ольга), много сделавшим для распространения христианства или утверждения и сохранения его догматов. В древнерусском летописном своде «Повесть временных лет» сообщается, что бабушка крестителя Руси Владимира княгиня Ольга была наречена при крещении именем Елена в честь матери Константина Великого.

### История мощей

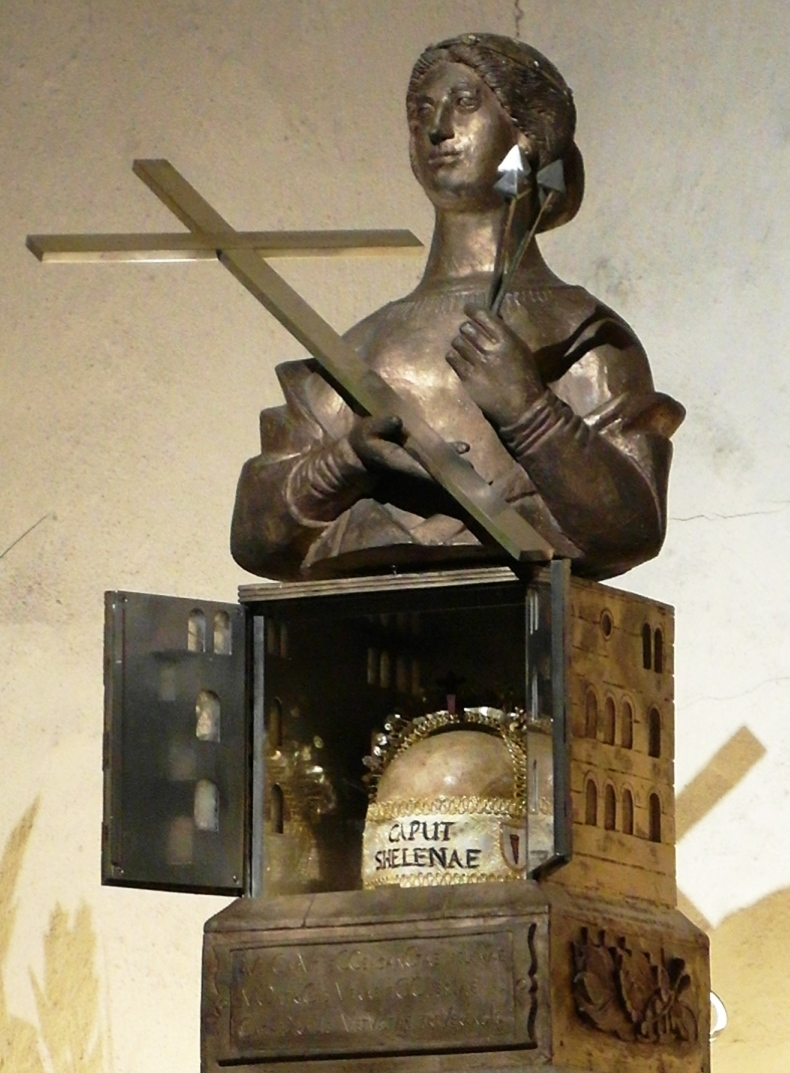
Реликварий с главой святой Елены в Трирском соборе

После смерти тело Елены было перенесено её сыном в Рим, о чём сообщает Евсевий Памфил:

«Тело блаженной удостоено было также необыкновенных почестей. В сопровождении многочисленных дорифоров оно было перенесено в царственный город и там положено в царской усыпальнице. Так скончалась мать василевса, достойная незабвенной памяти и за боголюбивые свои дела, и за произращенную от неё преемственную и дивную отрасль [то есть, за Константина]…»

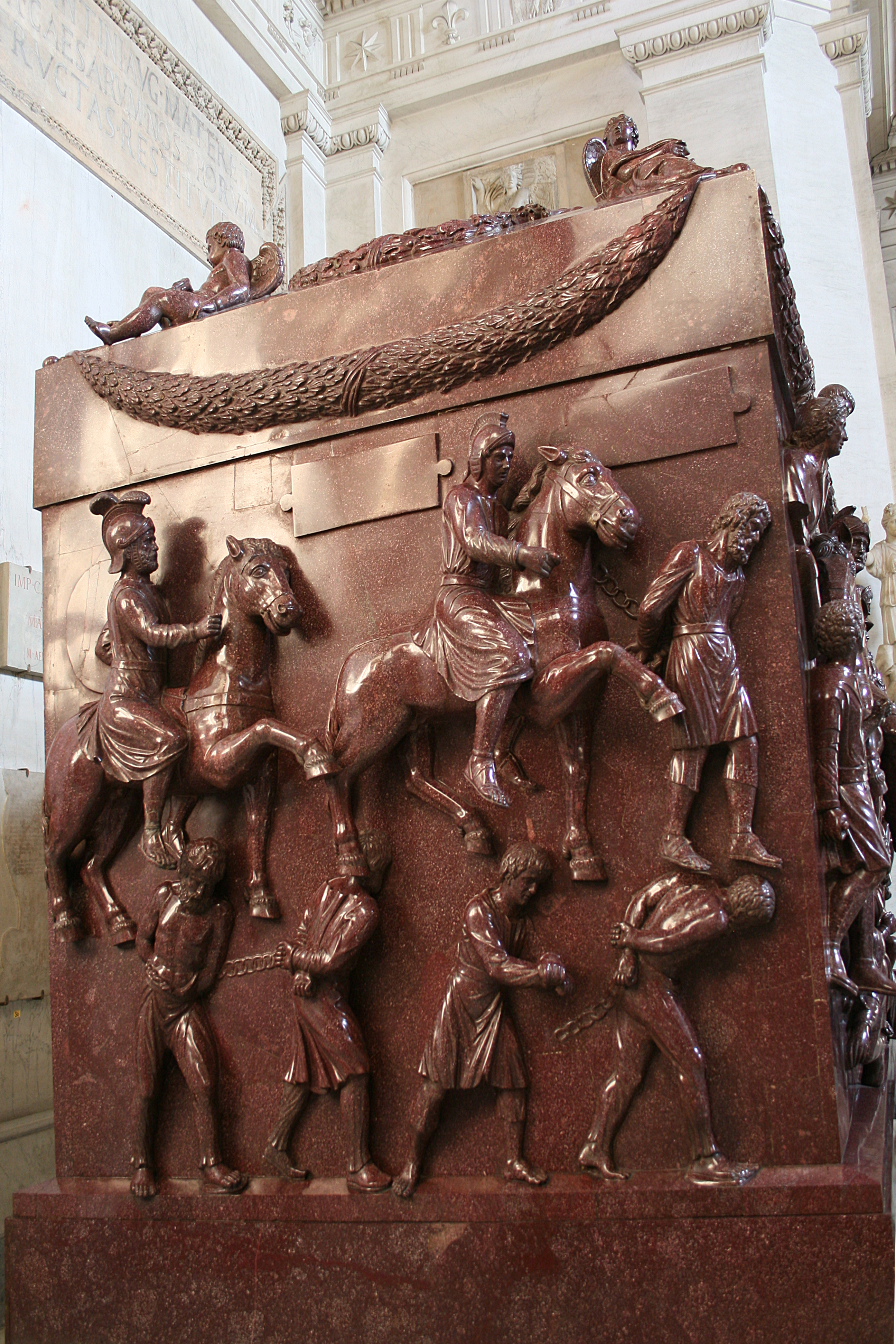
Порфировый саркофаг Елены

В Риме Елена, согласно историческим данным, была похоронена в мавзолее на Лабиканской дороге за пределами Аврелиановых стен. Гробница примыкала к церкви святых Маркеллина и Петра (оба здания были построены в 320-х годах императором Константином). Согласно Liber Pontificalis, эта гробница изначально строилась Константином для собственного погребения. Ради погребения своей матери Константин предоставил не только свою гробницу, но и изготовленный для него порфировый саркофаг, который сейчас хранится в музеях Ватикана.

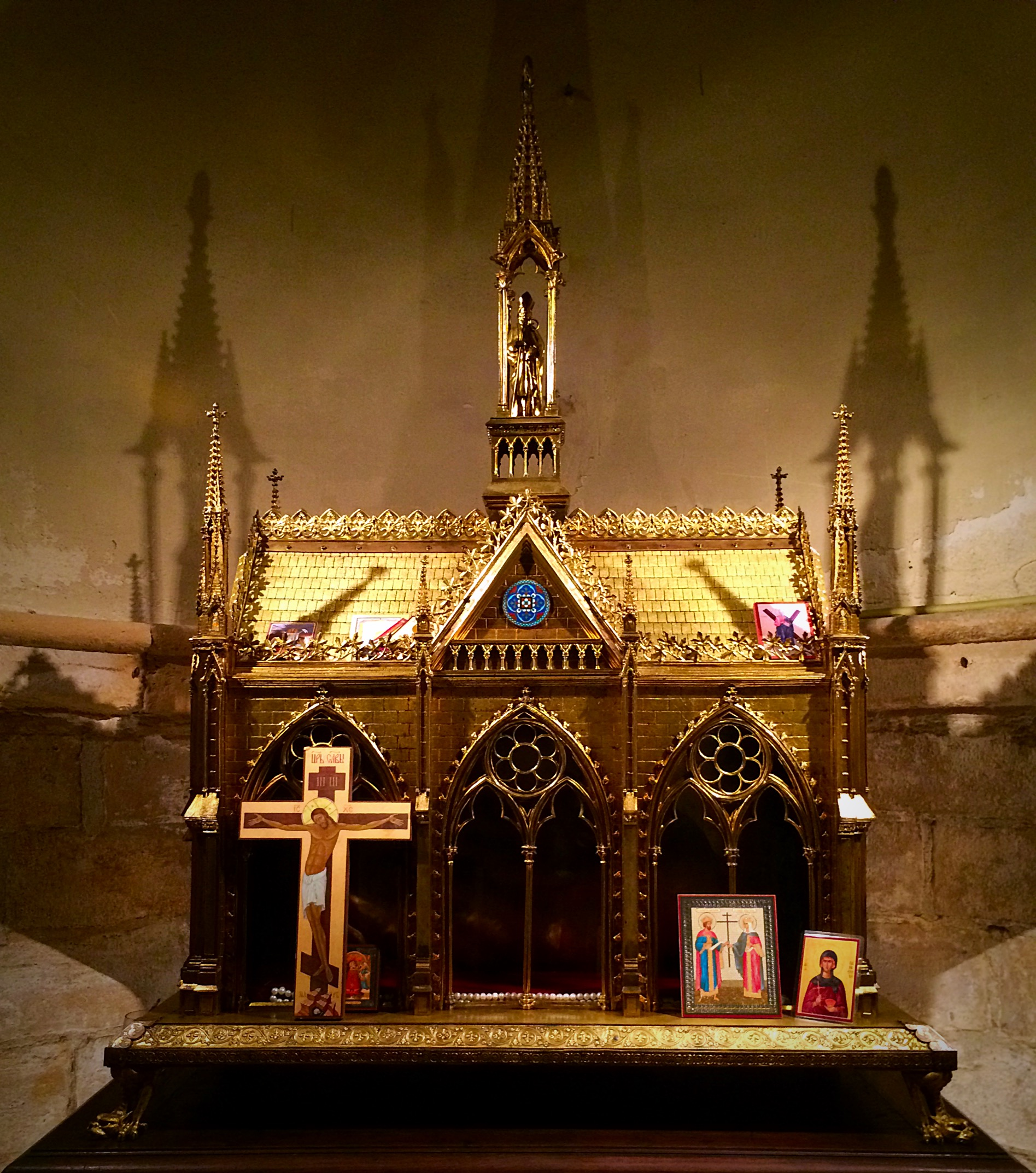
Мощи святой Елены в парижской церкви Сен-Лё-Сен-Жиль

Из церкви святых Маркеллина и Петра в IX веке мощи Елены были вывезены в аббатство Сен-Пьер-д’Овиллер в Шампани в окрестностях Реймса (Франция). В нём они находились до 1871 года, а в период Парижской коммуны были перенесены в Париж, где хранятся в крипте церкви Сен-Лё-Сен-Жиль.
Оставшиеся в мавзолее мощи Елены в период папства Иннокентия II (1130—1143 годы) были перенесены из церкви Маркеллина и Петра в церковь Санта-Мария-ин-Арачели на Капитолийском холме. Над саркофагом с мощами Св. Елены слева от главного алтаря церкви возвели киворий типа ротонды, в форме октогона на восьми колоннах с купольным покрытием, восходящий к несохранившейся ротонде Воскресения (Анастасис) Св. Елены на Голгофе. Внутри ротонды — статуя Св. Иоанна Крестителя. Старый саркофаг Елены был использован для погребения папы Анастасия IV (1153—1154 годы), для чего его переместили из мавзолея в Латеранскую базилику.
В 1356 году император Карл IV подарил реликварий с главой святой Елены кафедральному собору города Трир. В соборе хранится также Риза Господня и один из гвоздей от Креста Господня, который, по преданию, Елена обнаружила при раскопках в Иерусалиме.
Православная традиция считает, что через два года после захоронения в Риме прах Елены был перенесён в Константинополь, где Константином в храме Апостолов была устроена императорская усыпальница.

### Храмы
См. Церковь Константина и Елены

### Географические объекты

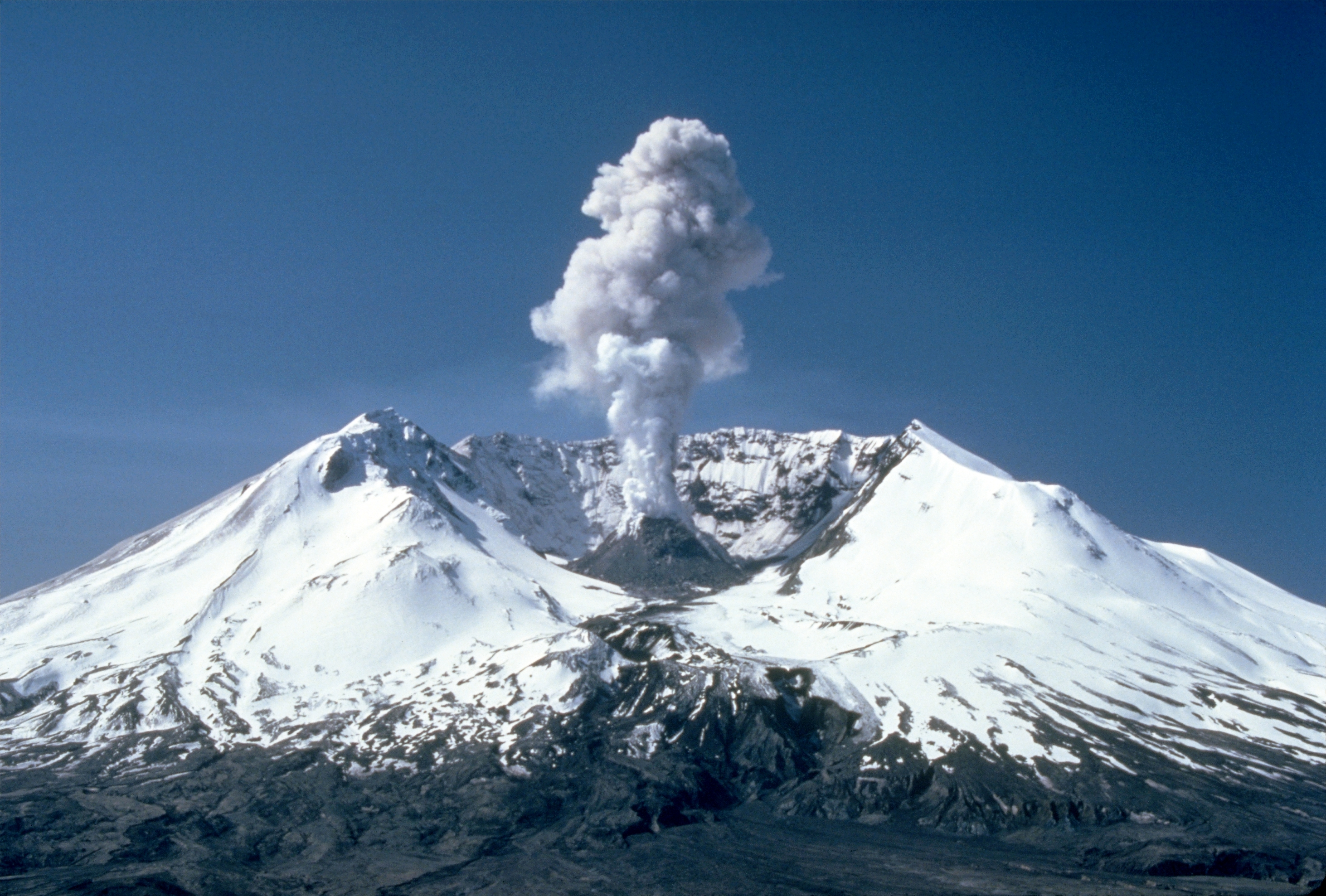
Вулкан Сент-Хеленс

Имя Елены увековечено в названии ряда географических объектов:
- остров Святой Елены (Атлантический океан, владение Великобритании)
- остров Святой Елены[англ.] (Южная Каролина, США)
- гора Сент-Хелина (вершина в горах Майакмас, США)
- вулкан Сент-Хеленс (активный стратовулкан, штат Вашингтон, США)
- озеро Святой Елены[англ.] (штат Мичиган, США)

Её имя стало также названием ряда городов (см. Святая Елена (значения)).

## В культуре
Живопись и скульптура

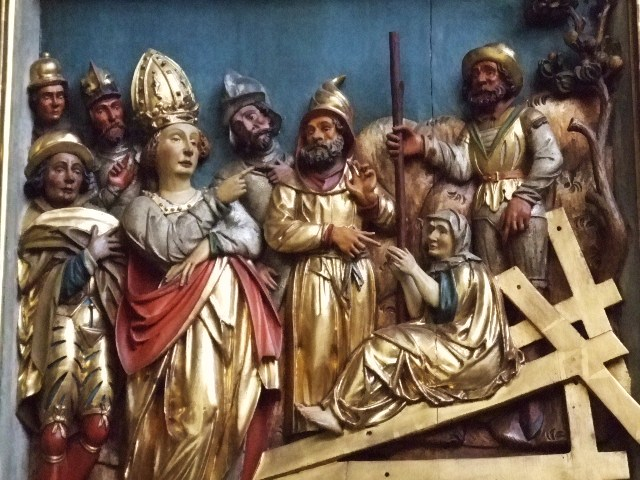
Определение Истинного Креста
(немецкая деревянная скульптура)

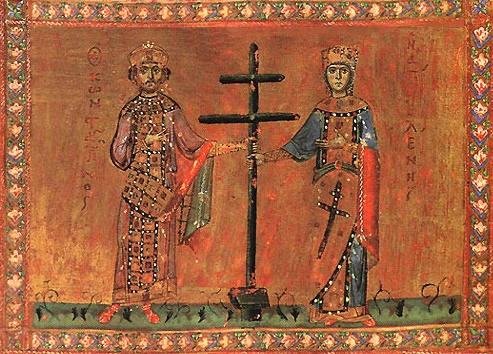
Константин и Елена
(книжная миниатюра, XI век)

Наиболее ранние изображения Елены датируются первой четвертью IV века. К ним относятся её оплечные изображения в профиль на монетах, где Елена имеет крупный с горбинкой нос, большие глаза и изображена в серьгах и в ожерелье. В Капитолийских музеях Рима находится скульптура IV века, которую некоторые исследователи считают портретом Елены. Скульптор изобразил её в облике молодой женщины (хотя к моменту создания её первых портретов Елене было более 70 лет), сидящей на стуле с диадемой на голове. В копенгагенской глиптотеке хранится голова скульптуры IV века, которую считают скульптурным портретом Елены (I.N 1938). Христианская иконография Елены складывается в византийском искусстве к концу IX века. Её изображают в императорских одеждах с короной на голове.
В живописи наиболее часто встречаются изображения святой Елены в момент обретения ею Креста Господня или в момент его Воздвижения. Также часто встречаются её изображения вместе с сыном Константином, также почитаемом в лике равноапостольных. Более редкими в византийском искусстве являются отдельные изображения Елены.
- Аньоло Гадди, «Обретение Креста Господня», ок. 1380 года;
- Пьеро делла Франческа, фресковый цикл об истории Животворящего Креста в базилике Сан-Франческо (сцена пытки по приказанию Елены Иуды Квириака и обретение ею Креста Господня), 1458—1466 годы;
- Чима да Конельяно, «Святая Елена», 1495 год;
- Веронезе, две картины «Сон святой Елены», 1560-е и 1580 годы;
- Рубенс, алтарная картина «Святая Елена» (написана для базилики Санта-Кроче-ин-Джерусалемме, находится в кафедральном соборе Грасса);
- Джованни Лоренцо Бернини, статуя святой Елены в соборе Святого Петра (Рим), 1630-е годы;
- Джованни Биливерти, «Обретение Еленой Животворящего Креста», первая половина XVII века;
- Сазонов В. К., «Святые Константин и Елена», 1870 год;
- Сальвадор Дали, сюрреалистическая картина «Святая Елена в Порт-Лигате»[59] и «Святая Елена»[60], 1956 год.

Литература
- Ивлин Во, «Елена», новелла, 1950 год;
- Мэрион Зиммер Брэдли, «Жрица Авалона» (Priestess of Avalon[англ.]), историческое фэнтези, 2000 год.